# Автошлях Т 2412
Автошля́х Т 2412 — автомобільний шлях територіального значення у Черкаській області. Пролягає територією Золотоніського району через Софіївку — Драбів. Загальна довжина — 34,7 км.

## Маршрут
Автошлях проходить через такі населені пункти:
| Автошлях Т 2412     |        |
| Черкаська область   |        |
| Золотоніський район |        |
| Софіївка            | Н08    |
| Гельмязів           |        |
| Плешкані            |        |
| Левченкове          |        |
| Драбів              | Т 2409 |